# Franz Peller
Franz Peller war ein deutscher Fußballspieler, der für den FC Bayern München aktiv war.

## Karriere
Peller gehörte dem FC Bayern München von 1924 bis 1931 an, für den er als Mittelfeldspieler in der Bezirksliga Bayern – von 1927 bis 1931 in der Gruppe Südbayern – in der seinerzeit regional höchsten Spielklasse Punktspiele bestritt.
In seiner Premierensaison bestritt er acht Punktspiele in der Bezirksliga Bayern und vier Freundschaftsspiele, in der Folgesaison jeweils sechs Punkt- und Freundschaftsspiele. Sein Pflichtspieldebüt gab er am 12. Oktober 1924 (6. Spieltag) beim 1:1-Unentschieden im Auswärtsspiel gegen den Nürnberger FV.
In der Saison 1926/27 bestritt er neben lediglich zwei Bezirksligaspielen und zehn Freundschaftsspielen, erstmals ein Spiel um den Süddeutschen Pokal, das am 1. Mai 1927 mit 4:2 nach Verlängerung bei Rot-Weiss Frankfurt gewonnen wurde. In der darauffolgenden Saison bestritt er neun Punkt- und vier Freundschaftsspiele; des Weiteren kam er in sechs Spielen der Endrunde um die Süddeutsche Meisterschaft zum Einsatz, wobei er am 1. Januar 1928 beim 2:0-Sieg bei Eintracht Frankfurt erstmals spielte.
In seinen letzten drei Spielzeiten 1928/29, 1929/30 und 1930/31 wurde er noch in vier Punktspielen in der Gruppe Südbayern, fünfmal in den beiden Endrunden um die Süddeutsche Meisterschaft und erstmals in zwei Spielen um die Deutsche Meisterschaft eingesetzt. Mit dem zweiten Platz in der Endrunde um die Süddeutsche Meisterschaft 1929, fünf Punkte hinter dem 1. FC Nürnberg, qualifizierte er sich mit seiner Mannschaft als Teilnehmer an der Endrunde um die Deutsche Meisterschaft. Er bestritt das am 16. Juni 1929 mit 3:0 in München gegen den Dresdner SC gewonnene Achtelfinale und das am 20. Juni 1929 mit 3:4 n. V. gegen den Breslauer SC 08 verlorene Viertelfinale. Seine Karriere beendete er mit Ablauf der Saison 1930/31, in der er nach seinen letzten beiden Freundschaftsspielen aus der Saison 1928/29 noch ein letztes hinzufügen konnte; sein letztes Spiel für den FC Bayern München überhaupt.
Während seiner Vereinszugehörigkeit bestritt er 29 Punktspiele, ein Pokalspiel, elf Endrundenspiele um die Süddeutsche und zwei um die Deutsche Meisterschaft, sowie 27 Freundschaftsspiele; mit seinen Einsätzen trug er zu fünf Südbayerischen und zwei Süddeutschen Meisterschaften bei.

## Erfolge
- Süddeutscher Meister 1926, 1928
- Südbayerischer Meister 1926, 1928, 1929, 1930, 1931